# إي دي إكس (دي جي)
موريزيو كوريلا (Maurizio Korilla) و يعرف أكثر باسمه المستعار EDX هو دي جي و منتج أسطوانات سويسري من مواليد 2 نوفمبر 1976.

## روابط خارجية
- EDX على موقع ميوزك برينز (الإنجليزية)
- EDX على موقع ديسكوغز (الإنجليزية)